# 福岡北九州高速道路公社
福岡北九州高速道路公社（ふくおかきたきゅうしゅうこうそくどうろこうしゃ）は、福岡県、福岡市ならびに北九州市を設立団体とする地方道路公社である。指定都市高速道路であり、福岡都市高速道路と北九州都市高速道路を整備・管理・運営する。1971年（昭和46年）11月1日設立。
同公社が管理する道路は、地元では一般的に「都市高速」と呼ばれている。

## 管理する道路
福岡高速道路
- 福岡高速1号線
- 福岡高速2号線
- 福岡高速3号線
- 福岡高速4号線
- 福岡高速5号線
- 福岡高速6号線

北九州高速道路
- 北九州高速1号線
- 北九州高速2号線
- 北九州高速3号線
- 北九州高速4号線
- 北九州高速5号線